# Dichorisandra paranaensis
Dichorisandra paranaensis là một loài thực vật có hoa trong họ Commelinaceae. Loài này được D.Maia, Cervi & Tardivo mô tả khoa học đầu tiên năm 2006.